# Radosław Welikow
Radosław Welikow (bułg. Радослав Маринов Великов; ur. 2 września 1983) – bułgarski zapaśnik walczący w stylu wolnym. Trzykrotny olimpijczyk. W 2008 w Pekinie zdobył brązowy medal, w Atenach zajął 9. miejsce, a w Londynie 2012 ukończył zawody na piątym miejscu w kategorii 55 kg.
Sześciokrotny uczestnik mistrzostw świata, zdobywca złotego medalu mistrzostw świata w 2006 i dwukrotny srebrny medalista. Pięciokrotny medalista mistrzostw Starego Kontynentu, srebro w 2005 i 2010. Piąty na igrzyskach europejskich w 2015. Drugi na Światowych Igrzyskach Sportów Walki w 2013 roku.
- Turniej w Atenach 2004

Pokonał Shauna Williamsa z RPA i przegrał z Chińczykiem Li Zhengyu. 
- Turniej w Pekinie 2008

Wygrał z Besarionem Goczaszwilim z Gruzji i Namiqiem Sevdimovem z Azerbejdżanu i przegrał z Amerykaninem Henry Cejudo. 
- Turniej w Londynie 2012

Zwyciężył Ibrahima Faradża z Egiptu, Amita Kumara z Indii, Nikołaja Nojewa z Tadżykistanu. Przegrał z Shin’ichi Yumoto z Japonii i Gruzinem Wladimerem Chinczegaszwilim.